# 留耕堂 (婺源虹关村)
留耕堂位于江西省上饶市婺源县（旧属安徽省徽州府）浙源乡虹关村，建于明代，风格古朴。得名于堂内对联“书为恒产，百世留之有余；心作良田，一生耕之不尽。”
留耕堂作为虹关村古建群的子项目，已列为婺源县文物保护单位。